# 宮原線
宮原線（日语：／ Miyanoharu sen */?）曾經是一條連結日本大分縣玖珠郡九重町的惠良站至熊本縣阿蘇郡小國町的肥後小國站，屬於日本國有鐵道（國鐵）的鐵路線（地方交通線）。根據1980年的國鐵再建法）實施，獲指定為第1次特定地方交通線，1984年（昭和59年）12月1日全線廢除。然而線名的宮原則成為了終點的肥後小國站設置的阿蘇郡小國町的大字名。

## 路線資料（廢除時）
- 路線距離（營業距離）：26.6公里[1]
- 軌距：1067毫米[1]
- 站數：6個（包括起點站）[1]
- 複線路段：沒有（全線單線）[4]
- 電氣化路段：沒有（全線非電氣化（日语：非電化））[1]
- 閉塞方式：票券閉塞式[5]

## 历史
宫原线原本作为改正铁道敷设法别表第113号规定的预定线开业。在该计划中，包括了自佐賀縣佐贺经福岡縣濑高、熊本縣隈府（今菊池）至大分縣森（丰后森）的线路。其中，佐贺 - 濑高作为佐賀線开通，濑高 - 南关作为東肥鐵道开通，而本线则作为大分县一侧的线路开通，但以上线路最终皆废除。而连接森 - 隈府的“森隈线”，前身为连接大分县中津 - 森 - 隈府的“森隈宇线”计划。
宫原线于1937年（昭和12年）6月27日开通了惠良 - 宝泉寺区间，但由于太平洋战争的激化而被指定为不要不急线，其延伸工程亦被中止、1943年（昭和18年）9月1日，已经开通的区间也同样停止运行，以用于供应金属。在战后的1948年，休止区间重新开始运行，并于1954年跨越了大分县和熊本县的边界，延伸至肥后小国，目标在于开发沿线农林资源和促进观光发展。然而，由于该线为盲肠线，且行驶于县边界的高原地带，沿线人口稀薄，因此使得该线并未得到振兴。

### 年表
- 1935年（昭和10年）6月: 惠良 - 宝泉寺区间开工[9]
- 1936年（昭和11年）
  - 3月: 宝泉寺 - 麻生钓区间开工[9]
  - 12月: 麻生钓 - 菅迫区间开工[10]
- 1937年（昭和12年）
  - 2月 菅迫-北里間工事着手[10]
  - 6月27日: 惠良 - 宝泉寺 (7.3 km) 开业，新设町田站、宝泉寺站[6][1][2]。
- 1943年（昭和18年）9月1日[7]: 被指定为不要不急线，全线 (7.3 km) 休止[1][2]。
- 1948年（昭和23年）4月1日: 惠良 - 宝泉寺 (7.3 km) 恢复运行[1][2]。
- 1954年（昭和29年）3月15日: 宝泉寺 - 肥后小国 (19.3 km) 开业[2]，新设麻生钓站、北里站、肥后小国站[1]。
- 1971年（昭和46年）
  - 8月1日: 全线 (26.6 km) 货物营业废除[2]。
  - 10月: 不再运行蒸汽机车（C11型）[11]
- 1981年（昭和56年）9月18日: 被指定为第1次特定地方交通線[12]。
- 1984年（昭和59年）12月1日: 全线 (26.6 km) 废除[1][2]，转换至大分交通（1989年移交至子会社玖珠观光巴士）。

## 运行形态
除部分列车在末端区间折返以外，其余列车皆同久大本線的豐後森站 - 惠良站区间直通运行。
在1956年11月的运行图调整中，共有5对运行于全线的列车，此外夜间还有1对在宝泉寺站折返的区间列车。在1960年所有旅客列车改为采用柴联车运行后，运行于全线的班次增加到了6对。但在1967年10月的运行图调整中，中午的1对班次被改为仅在周六运行，而夜间的1对班次则改为在宝泉寺站折返的区间车，导致每日运行于全线的班次减少至4对。在1968年10月的运行图调整中，日间的1对班次被废除，使得运行后全线的列车仅有3对（下行列车共有早间、午后和夜间各1班；上行列车为早间2班和傍晚1班，另有仅在周六运行的1对），而1对在夜间于宝泉寺站折返的区间列车和运行于北里站 - 肥后小国站的区间列车亦废除（在宝泉寺站折返的区间列车此时还有在傍晚的1对和仅平日早间运行的1对残存復）。1972年，于宝泉寺站发车的上行列车也被废除之后，这一运行图直至线路废除为止，并无大的变化。
直到1967年为止，宫原线皆使用丰后机关区的Kiha 07型柴联车</ref>丰后森机关区的Kiha07型柴联车，而在运营末期则以大分运转所的Kiha 40型和Kiha 53型为主。
此外，本线的车掌隶属于丰后森站。

## 車站列表
- 為方便起見所有列車直通的豐後森站也一併列出。
- 累計營業距離由惠良站起計算。
- 接續路線的公司名以宮原線廢除時為準。

| 路線名   | 中文站名 | 日文站名 | 英文站名 | 站間 營業距離 | 累計 營業距離 | 接續路線               | 所在地       | 所在地       |
| -------- | -------- | -------- | -------- | ------------- | ------------- | ---------------------- | ------------ | ------------ |
| ※        | 豐後森   |          |          | -             | 4.1           |                        | 大分縣       | 玖珠郡玖珠町 |
| ※        | 惠良     |          |          | 4.1           | 0.0           | 日本國有鐵道：久大本線 | 大分縣       | 玖珠郡九重町 |
| 宮原線   | 惠良     |          |          | 4.1           | 0.0           | 日本國有鐵道：久大本線 | 大分縣       | 玖珠郡九重町 |
| 町田     |          |          | 4.7      | 4.7           |               |                        | 大分縣       | 玖珠郡九重町 |
| 寶泉寺   |          |          | 2.6      | 7.3           |               |                        | 大分縣       | 玖珠郡九重町 |
| 麻生釣   |          |          | 7.5      | 14.8          |               |                        | 大分縣       | 玖珠郡九重町 |
| 北里     |          |          | 7.7      | 22.5          |               | 熊本縣                 | 阿蘇郡小國町 |              |
| 肥後小國 |          |          | 4.1      | 26.6          |               | 熊本縣                 | 阿蘇郡小國町 |              |